# Magda Cnudde
Magda Cnudde (Wetteren, 10 augustus 1949) is een Belgische actrice.

## Levensloop
Cnudde is een bekende theateractrice en stond bij NTGent en het Raamtheater op de planken met grote namen als Bob Snijers, Steven De Lelie en Anneleen Cooreman. Ze speelde onder andere in Het oneindige verhaal, de musical Peter Pan, Chocoladetongen en Spaans stuk. Bij de Gentse Feesten van 2005 vertolkte zij de rol van Flavie in De Paradijsvogels.
Ze speelde in de films Mijn vriend en Pauline & Paulette. Ze speelt ook een rol in Confituur, de tweede film van Lieven Debrauwer. Ook in de BRT-jeugdserie Tim vertolkte ze een rol.
Ze speelde (gast)rollen op televisie in Heterdaad (mevrouw De Roover), Café Majestic (Rosalie), Alexander (Irene), Flikken (moeder van Kevin), Hallo België (Renée), De Kotmadam (Bernadette), Verschoten & Zoon (mevrouw Moreels), Aspe (Simonne Van Der Veken), Happy Singles (Martha) en Thuis (Hilde Camps). Ze speelde in de VTM-serie Spoed als baliebediende/verpleegster Bea Goossens (2004-2008) en als Trudie, de "huismoeder" in Het Huis Anubis (2006-2009). Van 2010 tot 2011 speelde ze mee in de VTM-soap Familie. Van 2012 tot 2015 speelde ze mee in de jeugdserie Rox.

## Filmografie

### Televisie
- Tim (1975) - Marijke
- Ramona (1991) - Mevrouw Van Keirsbilck
- Niet voor publikatie (1991)
- Bex & Blanche (1993)
- Ons geluk (1995) - Manke Alice
- Heterdaad (1999) - Mevrouw De Roover
- Brussel Nieuwsstraat (2000, 2002)
- Café Majestic (2000) - Rosalie
- Spoed (2000) - Kristin
- Alexander (2001-2002) - Irene Delange
- Chris & Co (2001) - Kruidenierster
- Flikken (2002) - Moeder van Kevin
- Hallo België! (2003) - Renée
- Spoed (2004-2008) - Bea Goossens
- Booh! (2005) - Barones De Cro de Quodile
- Het Huis Anubis (2006-2009) - Trudie Tayibi
- De Kotmadam (2006) - Bernadette
- Verschoten & Zoon (2007) - Mevrouw Moreels
- Aspe (2007) - Simonne Van der Veken
- Happy Singles (2008) - Martha
- Thuis (2008) - Hilde Camps sociaal assistent Child Focus
- Familie (2010-2011) - Maria De Deyn
- F.C. De Kampioenen (2011) - Kaat
- Rox (2011-2015) - Jozefien

### Film
- Het kleine Mahagonny (1970)
- Een ver land (1971) - Dolfi Freud
- Siska Van Roosemaal (1973) - Clothilde van der Tangen
- Yerma (1974)
- Het recht van de sterkste (1975) - Lisatje Beert
- De ploeg en de sterren (1975) - Nora Clitheroe
- De herberg in het misverstand (1976) - Wilde Maria
- Mijnheer gaat op jacht (1976) - Paulette
- Geloof, hoop en liefde (1977) - Maria
- Het gezin van Paemel (1978) - Cordule
- Mijn vriend (1979) - Ondine van Aalst
- Thérèse Raquin (1979) - Thérèse Raquin
- Chez nous (1980) - Zoe
- La musica (1982) - Elle
- De burgemeester van Veurne (1984) - Manola
- De vader (1987) - Laura
- De vrek (1989) - Marianne
- Pauline & Paulette (2001) - Marie-José
- Confituur (2004) - Sanitair verantwoordelijke
- Doctor Pafke (2015) - Moeder